# Книга Ейбона
Кни́га Е́йбона (лат. Liber Ivonis або лат. Livre d'Eibon) — вигадана чаклунська книга, авторство якої приписується Кларку Ештону Сміту. Є однією зі складових Міфів Ктулху, поряд з такими вигаданими книгами, як Некрономікон чи Пнакотичні манускрипти.

## Вигадана історія
Книга була написана Ейбоном, чаклуном з Гіпербореї. Це був величезний текст таємного знання, який містив, зокрема, детальні розповіді про подвиги Е́йбона, включаючи його подорожі в Долину Пнат (англ. Pnath) і до планети Шаггай (англ. Shaggai), яка асоціюється з Сатурном, опис ритуалів шанування Тсатхоггуа (божества-покровителя Ейбона), і його магічних формул. За тією ж вигаданою історією тільки один фрагмент дійшов до нашого часу і існує в різних місцях нашого світу. Існують переклади на англійську, французьку та латинську, Liber Ivonis — це назва латинського перекладу.

## Книга Ейбона в літературі
Книга Ейбона з'являється в ряді оповідань Говарда Лавкрафта, таких, як «Завсідник темряви» (Liber Ivonis), «Сни у відьомському домі» (Книга Ейбона), «Жах у музеї» (Книга Ейбона) і «Тінь з позачасся» (Книга Ейбона).
Кларк Ештон Сміт представив свою розповідь «Пришестя білого хробака», як дев'яту главу Книги Ейбона.
В 2002 році під назвою «Книга Ейбона» вийшла антологія творів Лавкрафта, створена Робертом М. Прайсом і видана компанією-розробником настільних ігор Chaosium.